# Planula

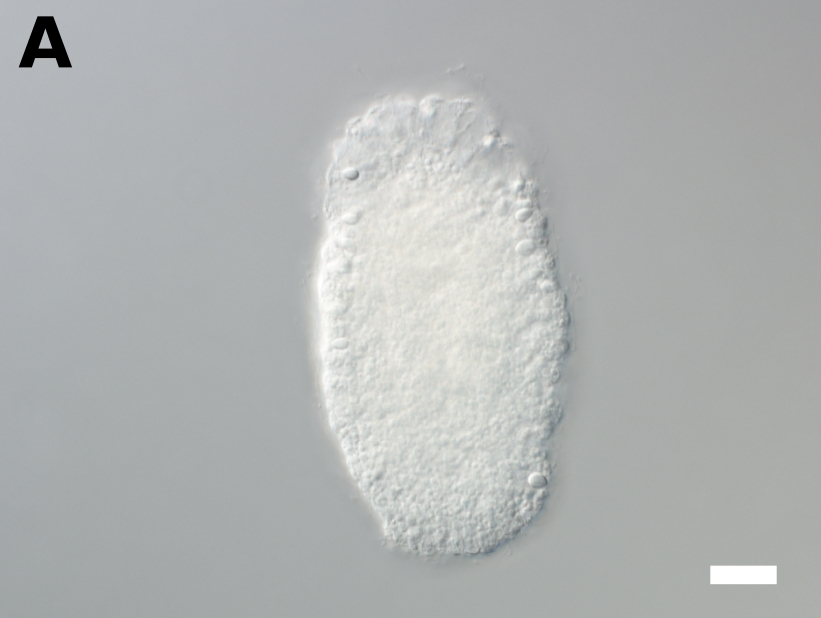
Planulalarve von Rhizostoma luteum, die zu den Wurzelmundquallen (Rhizostomeae) zählt.

Die Planula oder Planulalarve (lateinisch planus 'flach') ist eine Larvenform der Nesseltiere (Cnidaria). Sie bildet sich durch Gastrulation der Blastula, ist zweischichtig (Ektoderm und Entoderm) und bewimpert. Der Mund (Blastoporus) wird meist direkt nach der Bildung wieder geschlossen. Die Planula ernährt sich von Plankton (planktotroph) oder von Dotter (lecithotroph). Die Begeißelung ist nicht überall gleichmäßig, bei den Larven der Krustenanemonen (Zoanthidea) ist sie auf einen Längsstreifen beschränkt. Die Planula bewegt sich rotierend fort und setzt sich nach einem planktonischen Stadium von wenigen Tagen bis mehreren Wochen mit ihrem aboralen Pol auf einem festen Untergrund fest und bildet eine Haftscheibe. Danach erfolgt mit der Bildung des Mundes, wenn nicht schon vorhanden, und der Tentakel die Metamorphose zum Polypen. Bei den Hydrozoen (Hydrozoa) und den Zylinderrosen (Ceriantharia) bilden sich die Tentakel schon während der planktonischen Phase. Die so entstandenen Actinula- und Arachnactis-Larven sind dann zunächst freischwimmende Polypen und gehen erst später zum Leben auf dem Meeresgrund über. Bei medusenartigen Hydrozoen ohne Generationswechsel plattet sich die Planula an ihrer Mundfläche ab und der Rand der abgeplatteten Region wird zur Medusenglocke.

## Quelle
- Volker Storch, Ulrich Welsch: Systematische Zoologie Seite 54–55, Fischer, 1997, ISBN 3-437-25160-0